# Kristian Gestrin
Lars Olof Kristian Gestrin (né le 10 avril 1929 à Helsinki et mort le 7 avril 1990 à Helsinki) est un homme politique, avocat et directeur de banque finlandais,,.

## Biographie
Kristian Gestrin entre à l'université en 1946, il obtient une licence en droit en 1952 et le grade de juge suppléant en 1956. Il travaille comme assistant dans le cabinet d'avocats d'Erik Österberg de 1952 à 1953, puis a eu une longue carrière chez Pankkiiriliike Ane Gyllenberg Oy en tant qu'avocat en 1954–1965 et en tant que membre du conseil d'administration de 1958–1978.
Au cours de sa carrière, Kristian Gestrin a également été rédacteur en chef intérimaire de Borgåbladet en 1952. Puis il travaille pour le magazine Vår tidi en tant que journaliste de 1955 à 1962 et rédacteur en chef en 1961 et 1962.

## Carrière politique
Kristian Gestrin est député du Parti populaire suédois de Finlande pour la circonscription d'Helsinki de 1962 à 1979.
Kristian Gestrin est ministre de la Justice (gouvernements Miettunen II et Miettunen III), ministre de la Défense (Karjalainen II et Sorsa I), ministre de l'Éducation (Sorsa II), ministre de l'Intérieur (Sorsa II) et 
ministre du commerce et de l'industrie (Sorsa I).